# Wólka (powiat bielski)
Wólka (dodatkowa nazwa w języku białoruskim Волька) – wieś w Polsce położona w województwie podlaskim, w powiecie bielskim, w gminie Orla.
W latach 1975–1998 miejscowość należała administracyjnie do województwa białostockiego.
Prawosławni mieszkańcy wsi należą do parafii św. Michała Archanioła w Orli, a wierni kościoła rzymskokatolickiego do parafii Najświętszej Opatrzności Bożej w Bielsku Podlaskim.

## Przypisy

Krzyże przydrożne w Wólce
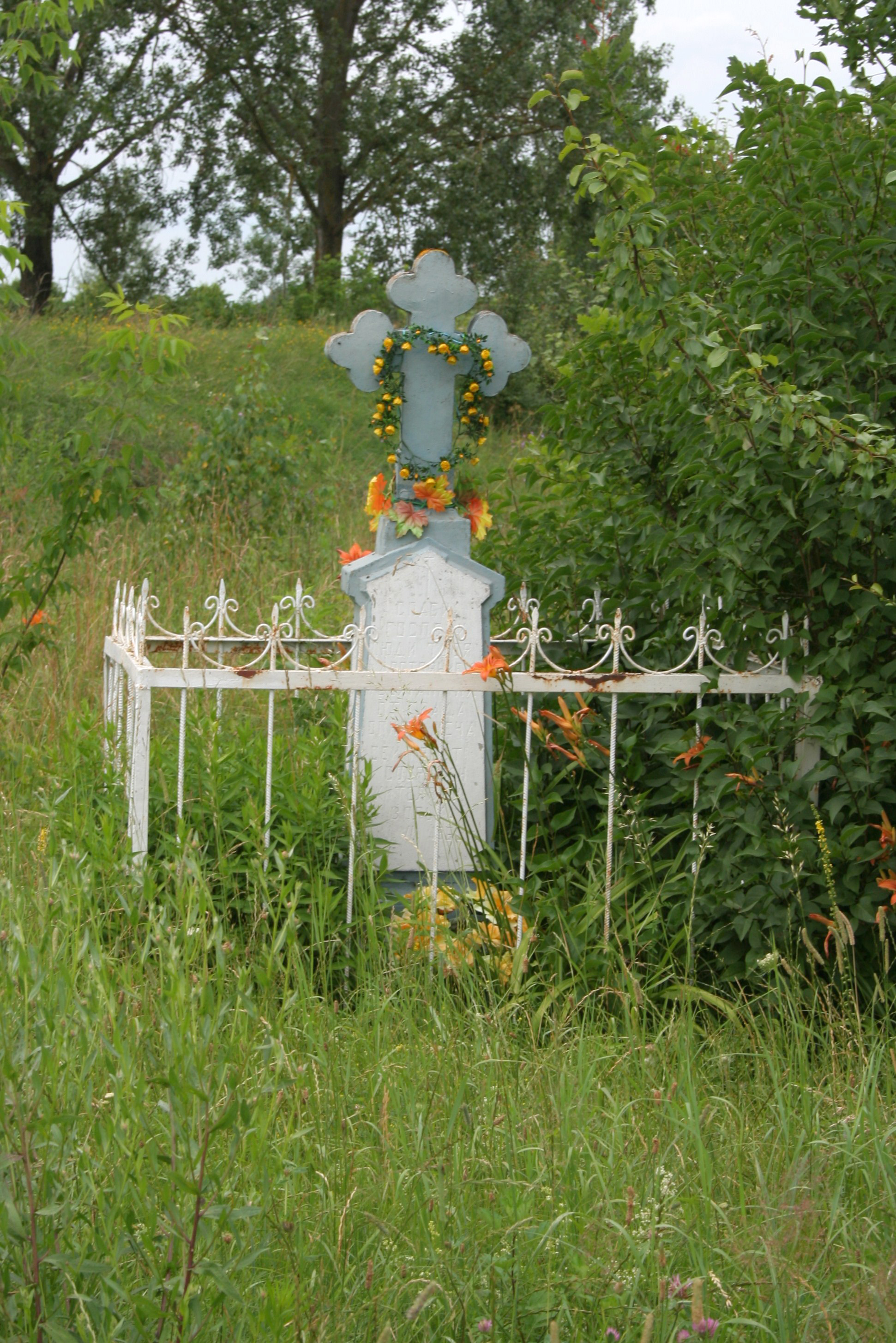
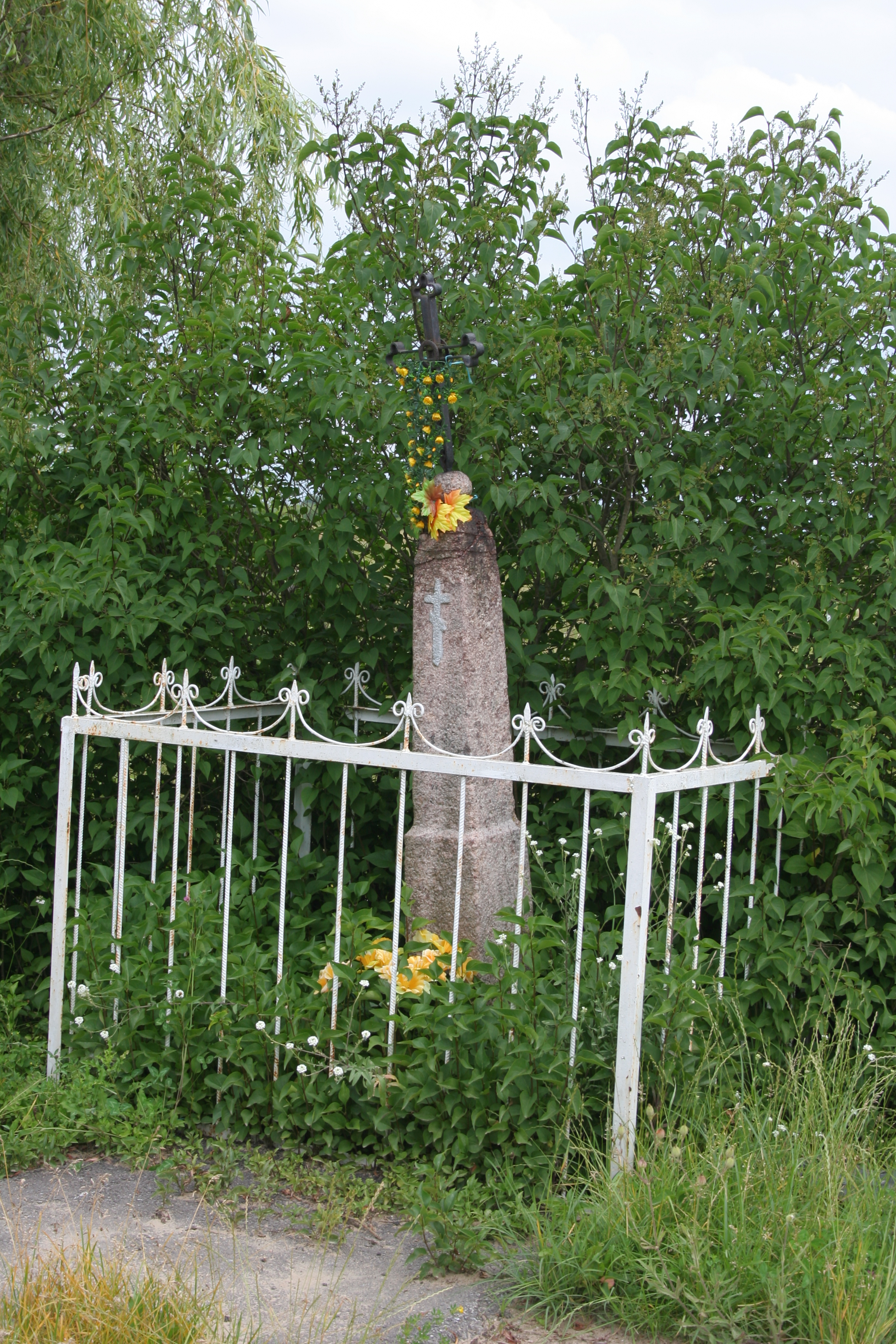